# Lajeado Grande
Lajeado Grande es un municipio brasileño del estado de Santa Catarina. Tiene una población estimada al 2022 de 1 702 habitantes.

## Historia
El primer residente de la localidad fue Francisco Oliveira da Silva, quien se estableció en 1918 junto a su familia. Desde 1920, nuevas familias provenientes de Río Grande del Sur y descendientes italianos, colonizaron el lugar.
Lajeado Grande fue nombrado distrito en 1958, y consiguió su emancipación el 12 de diciembre de 1991.